# Ramiheithrus kocinus
Ramiheithrus kocinus är en nattsländeart som beskrevs av Arturs Neboiss 1974. Ramiheithrus kocinus ingår i släktet Ramiheithrus och familjen Philorheithridae. Inga underarter finns listade i Catalogue of Life.